# Sundtjärnen (Arvidsjaurs socken, Lappland, 729812-166489)
Sundtjärnen är en sjö i Arvidsjaurs kommun i Lappland och ingår i Åbyälvens huvudavrinningsområde. Sjön har en area på 0,069 kvadratkilometer och ligger 395 meter över havet. Sundtjärnen ligger i Åbyälven Natura 2000-område.

## Delavrinningsområde
Sundtjärnen ingår i det delavrinningsområde (729868-166626) som SMHI kallar för Inloppet i Guorpalobblet. Medelhöjden är 394 meter över havet och ytan är 4,42 kvadratkilometer. Räknas de 2 avrinningsområdena uppströms in blir den ackumulerade arean 93,57 kvadratkilometer. Avrinningsområdets utflöde Åbyälven mynnar i havet. Avrinningsområdet består mestadels av skog (72 procent) och sankmarker (17 procent). Avrinningsområdet har 0,26 kvadratkilometer vattenytor vilket ger det en sjöprocent på 5,9 procent.